# Кампинийская культура
Кампинийская культура — мезолитическая археологическая культура, существовавшая около 4000 г. до н. э. Известна по находкам на холме Кампини в департаменте Приморская Сена на северо-западе Франции, где в 1885 была раскопана землянка этой культуры. Это одна из позднейших мезолитических культур Европы.
Понятие о «Кампинийской культуре» ввёл в обиход Ф. Сальмон в 1886 г.

## Территория
Область распространения кампинийской культуры простирается вдоль периферии неолитических культур как Западной, так и Восточной Европы. Находки кампинийского типа отражают процесс аккультурации, происходивший в ходе продвижения с юго-востока на северо-запад древнейших земледельческих культур с юга Франции (культура Ла-Огетт) и из Центральной Европы (культура линейно-ленточной керамики) в районы проживания охотников и собирателей вдоль Атлантики и Балтики.

## Быт, изделия, занятия
Жилища — круглые неглубокие полуземлянки диаметром 3—6 м. Судя по их небольшому размеру, служивших кампинийцам жилищами, их обитатели не были ещё вполне оседлыми, переходя по сезонам на охотничьи угодья или на рыболовные тони.
Макролитическая каменная индустрия с грубым каменным инвентарём состоит главным образом из каменных топоров и рубил. Типичные орудия: каменные топор-резак и топор-мотыга. Топор-мотыга мог использоваться и для земляных работ. Судя по древнейшим слоям Кампиньи, население, оставившее эти стоянки, только ещё овладевало шлифовкой камня и умело изготавливать лишь самые примитивные глиняные сосуды.
В поздних стоянках Кампинийской культуры появиляются шлифованные и полированные топоры и рубила, грубо обработанные керамические сосуды и каменные жернова. Впервые в культуре стала изготовливаться керамика, плоско- и остродонная, из глины с примесью песка и толчёных раковин, изредка с прочерченным орнаментом.
Кампинийцы занимались охотой на оленей, диких лошадей и быков, а также рыболовством. Для них характерно было также собирательство и, в частности, употребление в пищу дикорастущих злаков в том числе ячменя, зёрна которого кампинийцы уже размельчали на зернотёрках (находки зернотёрок, отпечаток зерна ячменя на керамике).
Из домашних животных известна только собака.

## Сопоставление с другими культурами
Кампинийским изделиям родственны аналогичные топоры и рубила североевропейской культуры Маглемозе. На севере Европы Кампинийской культуре соответствует культура «Кухонных куч».
На базе Кампинийской культуры сложился неолит Франции с земледелием и скотоводством, широким применением полировки камня. Топоры-резаки и топоры-мотыги характерны и для отличающихся от Кампинийской культуры рядом деталей культур раннего неолита Германии, Кухонных куч Прибалтики и т. п.

## Лжекампинийская индустрия
Многочисленные находки на территории Швабского Альба, которые до 1960-х гг. обозначались как «мезолит грубых орудий», в настоящее время рассматриваются либо как естественные породы, либо полуфабрикаты времён неолита.

## Рацион
Находки костей лошадей, крупного рогатого скота, овец, коз и свиней ещё не свидетельствуют о наличии скотоводства, так как эти животные могли быть дичью.